# Filostorgi
Filostorgi (en llatí Philostorgius, en grec antic φιλοστόργιος) va ser un historiador eclesiàstic grec nadiu de Borissos a Capadòcia, fill de Carteri i Eulàmpia. Va néixer en el regnat de Valentinià II i Valent entre els anys 358 i 367.
Tenia 20 anys quan Eunomi va ser expulsat de Cesarea; va abraçar igual que el seu pare, les doctrines d'Eunomi. Va escriure una Història eclesiàstica que anava des de l'heretgia d'Arri, cap a l'any 300 fins a Teodosi II el 425. L'obra la formaven 12 llibres que començava cadascun amb una de les lletres del seu nom. L'obra atacava als ortodoxos (excepte a Gregori de Nazianz) i defensava als arrians i als eunomians.
Foci diu que la seva obra era un panegíric de les heretgies, i l'acusa d'introduir tergiversacions greus i declaracions infundades. Filostorgi tenia un considerable coneixement geogràfic i astronòmic. La seva obra no s'ha conservat, però Foci en va fer un resum per poder rebatre'l amb facilitat, i diu que tenia un estil elegant.